# Roy Jeconiah
Roy Jeconiah, cuyo nombre completo es Roy Jeconiah Isoka Wurangian (nacido el 6 de noviembre de 1969), es un cantante indonesio además miembro y vocalista de la banda musical Boomerang. Roy se unió a la banda musical Lost Angeles (grupo que antes fuera rebautizado bajo el nombre de Boomerang), que sustituye Inno Daon, anterior vocalista.
Roy se casó con Grace Precillya Tulelenan el 3 de septiembre de 2005. Anteriormente mantuvo una relación amoroisa con la cantante de jazz, Syaharani.